# Ingoldingen

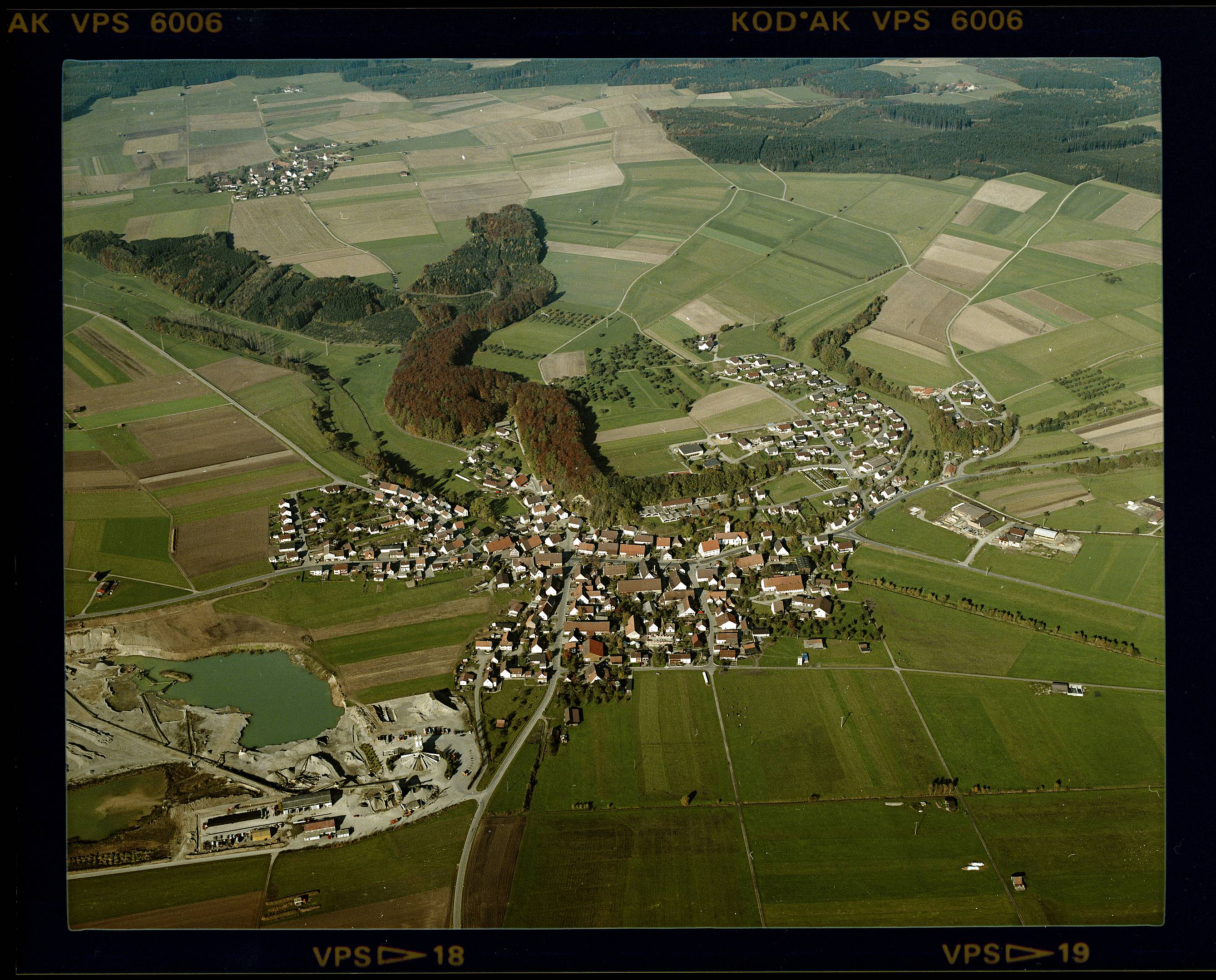
Luftbild von Ingoldingen (1985)

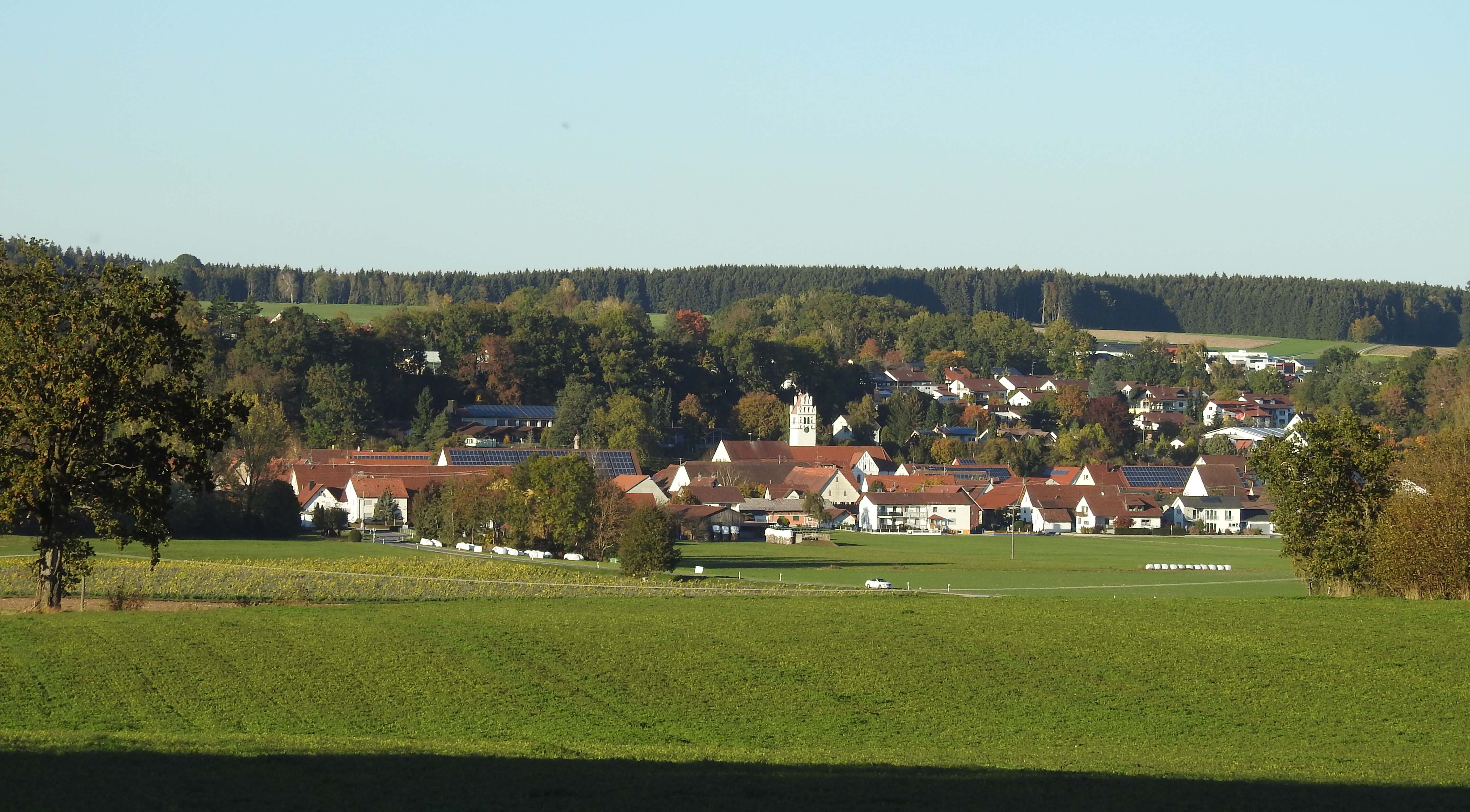
Ingoldingen von Süden

Ingoldingen ist eine Gemeinde im baden-württembergischen Landkreis Biberach in Deutschland.

## Geographie

### Geografische Lage
Ingoldingen liegt rund neun Kilometer südwestlich von Biberach an der Riß unweit westlich der Bundesstraße 30. Durchflossen wird es vom Federbach, der südöstlich der Ortschaft in den von Süden kommenden Donauzufluss Riß mündet, von welcher der eine von zwei Quellbächen im südlichen Gemeindeteil Winterstettendorf entspringt.

### Gemeindegliederung
Die Gemeinde Ingoldingen besteht neben dem gleichnamigen Hauptort aus den Ortsteilen Degernau, Grodt, Winterstettenstadt, Winterstettendorf, Muttensweiler, Gensenweiler, Hervetsweiler, Wattenweiler und Hagnaufurt.

### Nachbargemeinden
Von Norden beginnend grenzt Ingoldingen an die Gemeinden Mittelbiberach, Ummendorf, Hochdorf, Eberhardzell, Bad Waldsee, Aulendorf (beide im Landkreis Ravensburg), Bad Schussenried und Biberach an der Riß.

### Schutzgebiete
Im Süden der Gemeinde liegt das Naturschutzgebiet Hagnaufurter Ried. Daneben hat Ingoldingen einen Anteil am Landschaftsschutzgebiet Oberes Rißtal und am FFH-Gebiet Umlachtal und Riß südlich Biberach.

## Geschichte

### Geschichte im alten Reich
Ingoldingen wurde erstmals 1083 im Rahmen des Investiturstreits urkundlich erwähnt. Es gehörte damals zur Benediktinerabtei St. Georgen. Die Vogtei lag in den Händen landsässiger Adliger. Im Jahre 1566 ließ Herzog Christoph von Württemberg den Ort in Besitz nehmen, da er davon ausging, dass ihm alle Gebiete des evangelisch gewordenen Klosters zustanden. Die katholisch gebliebenen Mönche des Klosters St. Georgen nahmen ihren Hauptsitz nun jedoch in der Reichsstadt Villingen und setzten ihren weiter bestehenden Anspruch auf Ingoldingen durch. Unterstützung fanden sie dabei durch das Haus Habsburg, welches die Vogtei am Ort dem Streubesitz der Landvogtei Schwaben zuordnete.

### Geschichte seit württembergischer Zeit
Im Jahre 1806 kam Ingoldingen an das Königreich Württemberg und wurde dem Oberamt Waldsee unterstellt. Bei der Verwaltungsreform während der NS-Zeit in Württemberg gelangte Ingoldingen 1938 vom Oberamt Waldsee zum neu umrissenen Landkreis Biberach. Im Jahre 1945 wurde der Ort Teil der Französischen Besatzungszone und kam somit zum Nachkriegsland Württemberg-Hohenzollern, welches 1952 im Bundesland Baden-Württemberg aufging.

### Räumliche Entwicklung des Gemeindegebiets
Im Zuge der Gemeindegebietsreform in Baden-Württemberg wurden folgende Gemeinden und Orte nach Ingoldingen eingemeindet, bzw. mit Ingoldingen vereinigt:
- 1. Juni 1972: Grodt und Muttensweiler
- 1. Dezember 1974: Winterstettendorf
- 1. Januar 1975: Winterstettenstadt (Vereinigung mit Ingoldingen zur neuen Gemeinde Ingoldingen)
- 1. Januar 1976: die Ortsteile Gensenweiler, Hervetsweiler, Wattenweiler und Hagnaufurt der Stadt Bad Waldsee (aus der ehemaligen Gemeinde Michelwinnaden).

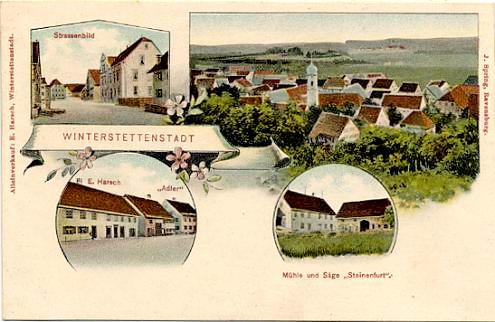
Winterstettenstadt um 1900

### Religionen
Ingoldingen ist traditionell römisch-katholisch geprägt. Die katholischen Kirchengemeinden St. Georg in Ingoldingen, St. Jakobus in Muttensweiler, St. Pankratius in Winterstettendorf und St. Georg in Winterstettenstadt sind Teil der Seelsorgeeinheit Riß-Federbachtal im Dekanat Biberach.
Die evangelischen Christen gehören zur Kirchengemeinde Bad Schussenried.

## Politik

### Bürgermeister
Bürgermeister von Ingoldingen war von 1975 bis 2011 Karl Zeller. Auf ihn folgte von 2011 bis 2024 Jürgen Schell. Seit dem 1. November 2024 ist Waldemar Schulz Bürgermeister. Er wurde am 15. September 2024 mit 52,4 Prozent der Stimmen gewählt.

### Gemeinderat
In Ingoldingen wird der Gemeinderat nach dem Verfahren der unechten Teilortswahl gewählt. Dabei kann sich die Zahl der Gemeinderäte durch Überhangmandate verändern. Der Gemeinderat besteht aus den 16 gewählten ehrenamtlichen Gemeinderäten und dem Bürgermeister als Vorsitzendem. Der Bürgermeister ist im Gemeinderat stimmberechtigt. Die Kommunalwahl am 9. Juni 2024 führte zu folgendem Ergebnis. Die Wahlbeteiligung betrug 71,85 % (2019: 71,1 %).
| Partei/Gruppierung      | Stimmen | Sitze | Ergebnis 2019     |
| ----------------------- | ------- | ----- | ----------------- |
| Freie Wählervereinigung | 51,45 % | 8     | 80,39 %, 11 Sitze |
| Unabhängige Bürgerliste | 80,9 %  | 8     | 0 %, 0 Sitze      |
| CDU                     | 0 %     | 0     | 19,1 %, 3 Sitze   |

### Wappen
| Wappen der Gemeinde Ingoldingen | Blasonierung: „In Grün ein aufgerichtetes goldenes (gelbes) Ross, rechts unten ein silbernes (weißes) Patriarchenhochkreuz mit Kleeblattenden.“ |
| Wappen der Gemeinde Ingoldingen | Wappenbegründung: Nachdem Grodt, Muttensweiler und Winterstettendorf bereits in den Jahren 1972 bis 1974 in die frühere Gemeinde Ingoidingen eingegliedert worden waren, vereinigte sich die letztere am 1. Januar 1975 mit Winterstettenstadt zur neuen Gemeinde Ingoldingen. Im Wappen, das vom Landratsamt Biberach am 14. Februar 1979 mit der Flagge verliehen worden ist, soll das goldene Ross an die in dieser Gegend früher bedeutende Pferdezucht sowie an den landwirtschaftlichen Charakter der Gesamtgemeinde erinnern. Das Kreuz mit den beiden Querbalken weist die übliche Form der örtlichen Kirchturmkreuze auf. |

### Gemeindepartnerschaften
Ingoldingen unterhält seit 1892 eine Partnerschaft mit der französischen Gemeinde Saint-Marcel-lès-Valence im Département Drôme.

## Kultur und Sehenswürdigkeiten
Der Ortsteil Muttensweiler liegt sowohl an der Oberschwäbischen Barockstraße als auch am Oberschwäbischen Jakobsweg von Ulm nach Konstanz.

### Bauwerke
Die 1750/51 von Jakob Emele erbaute St.-Jakobus-Kirche steht an einer Stelle, die schon 1275 mit einer Pfarrkirche genannt wurde. Das 1983/84 renovierte Innere der Kirche wird von drei Altären beherrscht. Der Hochaltar zeigt die Enthauptung des Kirchenpatrons Jakobus. Die Orgel mit fünfzehn Registern wurde 1958 vom Biberacher Unternehmen Reiser gebaut.

## Verkehr
Durch eine Alltagsroute aus dem Radnetz Baden-Württemberg sind die Ortsteile Winterstettenstadt und Winterstettendorf über Hochdorf und Ummendorf mit Biberach an der Riss und in der anderen Richtung mit Bad Waldsee verbunden.

## Persönlichkeiten
- Ulrich von Winterstetten, Minnesänger
- Schenk Ulrich von Winterstetten (Ritter)
- Johann V. Kern, aus Ingoldingen, 35. Abt von St. Georgen 1530–1566
- Georg Michael Gaisser (1595–1655), Abt und Chronist
- Gregor Münst (1841–1908), geboren in Grodt, württembergischer Oberamtmann
- Josef Anton Lämmle (1861–1934), württembergischer Oberamtmann
- Anton Beutel (1830–1903), geboren in Winterstettendorf, Landwirt, württembergischer Landtagsabgeordneter
- Anton Beutel (1868–1949), geboren in Winterstettendorf, württembergischer Oberamtmann
- Wilhelm Maucher (1879–1930), Mineraloge, Entdecker des nach ihm benannten Minerals Maucherit
- Joseph Esperlin (1707–1775), Barockmaler aus Degernau